# Tegotettix cristiferus
Tegotettix cristiferus är en insektsart som först beskrevs av Günther, K. 1935.  Tegotettix cristiferus ingår i släktet Tegotettix och familjen torngräshoppor. Inga underarter finns listade i Catalogue of Life.